# Clã Henderson
O Clã Henderson é um clã escocês da região das Terras Baixas, Escócia.
O atual chefe é Alistair Henderson de Fordell.